# Szent István Lovagrend (stefaniták)
A Szent István Lovagrend  (eredeti nevén: Szent István Király Keresztesei, latinul: Cruciferi Sancti Stephani Regis), másként stefanita rend vagy stefaniták, teljes nevén Esztergomi és Jeruzsálemi Szent István (Keresztes) Lovagrend magyar alapítású egyházi lovagrend.

## Története
Szent István király 1018 körül zarándokházakat alapított, hogy ily módon segítse az Esztergomból Rómába vagy Jeruzsálembe induló zarándokokat. A zarándokházaknak feladata a zarándokok ellátása, gyógyítása és védelme volt. 1150 és 1160 között a zarándokokat segítő, magyar alapítású közösségek tagjaiból II. Géza király megalapította a Szent István Király Keresztesei lovagrendet, melynek anyaháza a Szent István király által alapított jeruzsálemi zarándokház volt. A jeruzsálemi anyaházhoz tartozott a Boldogasszony-templom és a Szent István Király-templom is. A rend szabályait Manfréd bíboros, pápai követ közreműködésével III. Sándor pápa fogadta el. A Cruciferi Sancti Stephani Regis magyarországi központja az Esztergom melletti Szentkirály, a stefaniták egykori faluja és ispotálya volt.   1187-ben Jeruzsálem végleges elestével és III. Orbán pápának a rendet elismerő új bullája kiadásával - bár a Lovagrend Jeruzsálemben is élt és működött tovább - a Stefaniták anyaháza az esztergomi központi ház lett, és tevékenységét Magyarországra koncentrálta. 1217-ben részt vettek II. András magyar király keresztes hadjáratában. A rend tagjai 1241-ben részt vettek a muhi csatában, nagy veszteségeket szenvedve. A tatárjárás is súlyos veszteségeket okozott a Stefanita Rendnek, a török hódítással pedig a Rend működése megszakadt. 1439-ben szerepel utoljára oklevélen.
A XVIII. században a szerzetesrendek gondoltak arra, hogy a „stephanita” rendet újraindítják, Mária Terézia királynő azonban megakadályozta ezt. Megszületett viszont a Magyar Királyi Szent István-rend, amely 1946-ig létezett.
A rendszerváltozáskor hosszú előkészítő munka után 1993. augusztus 20-ával Paskai László bíboros, esztergomi érsek engedélyezte újra a Cruciferi Sancti Stephani Regis működését egyházi magántársulati formában az Esztergom-budapesti Főegyházmegyében. Ő lett a rend fővédnöke, egyben egyházi elöljárója is.

## Tevékenysége
Alapvető feladatuk az egyház védelme, a kereszténység megsegítése, Isten dicsőségének szolgálata. Szent István király Intelmeinek elvei, illetve az alapokmányba foglalt 13 lovagi erény szerint következetesen igyekszenek élni, Hippói Szent Ágoston regulájához igazodva. Az életviteli előírások a napi imákból és a lovagi erények gyakorlásából állnak. A legnagyobb lovagi erény a szeretet. A rend tagjai évente lelkigyakorlaton és zarándoklatokon vesznek részt. Címtemplomuk a Szent István-bazilika, ezért a bazilika életében szervesen részt vesznek, minden nagyobb ünnepen intézményesen is megjelennek. Fő ünnepük augusztus 20., Szent István király napja. Jelvényük a csúcsaiban kettényíló apostoli kettős kereszt.

## Tagság
Tagjai nemcsak Magyarországról, hanem Európa számos országából valók. Papok és házasok egyaránt a rend tagjai lehetnek. Alapvető követelmény a feddhetetlen élet. A rend nagymestere csak katolikus lehet, de sajátosságuk, hogy reformátusok vagy evangélikusok is a protestáns osztály tagjai lehetnek, ha elfogadják a rend alapelveit. A rendi jelöltség két fokozata: a várományos és a tag. Aki ezeken a fokozatokon megfelelt, az lovag lehet, és a lovagok közül mesterré válhat. A nagymestert a rend bízza meg. 